# Hoje
Hoje (dt. Heute) ist ein portugiesisches Pop-Projekt mit Neuinterpretationen bekannter Lieder der 1999 verstorbenen Fado-Sängerin Amália Rodrigues.
Das Projekt wurde von Nuno Gonçalves ins Leben gerufen, der die Stücke arrangiert. Die Band besteht aus der Sängerin Sónia Tavares, die mit Gonçalves auch in der Band The Gift aktiv ist. Fernando Ribeiro von Moonspell und Paulo Praça (ehemals Turbo Junkie und Plaza) komplettieren die Formation.
Hoje waren mit ihrem 2009 veröffentlichten Album „Amália hoje“ (dt.:Amália heute) 23 Wochen lang auf Platz 1 der portugiesischen Verkaufscharts und hielt sich insgesamt 49 Wochen in den Top 30. Das Live-Album Amália Hoje - Ao Vivo No Coliseu dos Recreios, entstanden unter Mitwirkung des Tschechischen Sinfonieorchesters, hielt sich ebenfalls 24 Wochen in den Top 30, davon eine Woche auf Platz 1 der portugiesischen Charts.